# Чжень Луань
Чжень Луань (甄鸞, 535 —566) — вчений-енциклопедист, математик, астроном, знавець календаря і канонічної літератури часів династії Північна Чжоу, один з укладачів і коментаторів зборки математичної класики для офіційного навчання та державних іспитів.

## Життєпис
Народився у 535 році у м. Уцзі в Чжуншань (сучасний Уцзі провінції Хебей). За династії Північна Чжоу був інспектором столичної області, згодом отримав призначення керівника області Ханьчжунцзюнь. Після цього стає придворним астрономом і творцем нового календаря Небесної гармонії (Тяньхелі), впровадженого в перший рік ери Небесної гармонії.

## Математика
Головний твір Чжень Луана — «Уцзин суаньшу» ("Правила рахунку в «П'ятиканоні»), що увійшло в «Суаньцзин шишу» («Десять книг рахункового канону») і побудовано як коментар до цитат з конфуціанських канонів, що мають той чи інший математичний зміст. З «Шуцзин» і «Чуньцю» взяті календарно—астрономічні дані. У розділу «Сі ци чжуань» («Переказ прив'язаних афоризмів») «Чжоу і» розглянуті суми «небесних» (тянь, непарних) і «земних» (парних) чисел в межах десяти і числові закономірності процедури ворожіння, в якій побудова гексаграма (гуа), що будується у вигляді перерахунку стебел дерева. Коммент. до «Лунь юю» стосується розрахунку податку, а до «І чи» («Церемоніальність і благопристойність») — розкрой траурного одягу з пеньки за допомогою прогресії: 9, 7 1/5, 5 19/25, 4 76/125, 3 429/625, еквівалентної: а, 4/5а, (4/5)ʌ2 а, (4/5)ʌ3 а, (4/5)ʌ4 а. Знадобився для обчислення покриття возів китайський аналог теореми Піфагора — метод гоугу («гак і гомілкова кістка» — менший і більший катет) представлений трійкою Піфагора — чисел 3, 4, 5, названих «природними коефіцієнтами» (цзижань чжілюй).
Чжень Луань такожстворив і «Уцао суаньцзин» («Лічильний канон п'яти відомств»), що складався з 5 цзюанів.

## Астрономія
Надав опис трьох систем номінації розрядів для позначення великих чисел в метоновому циклі (19 років по 3651/4 доби = 235 місяців по 29 499/940 доби), замість вставки по одному місяцю в семиріччя запропонував вводити щороку по 10 827/940 діб. Спеціально календарю Чжень Луань присвятив твір «Цияо лісуань» («Календарний розрахунок семи світил») й «Цияо беньцилі» («Календар вихідної появи семи світил»).